# Conrad al II-lea de Carintia
Conrad al II-lea, supranumit cel Tânăr, (n.c. 1003 – d. 20 iulie 1039), membru al Dinastiei Saliene, a fost duce de Carintia din 1035 până la moarte.
Conrad a fost fiul ducelui Conrad I de Carintia și al soției sale, Matilda, fiica ducelui Herman al II-lea de Suabia. Tatăl său a murit în 1011 pe când el era minor. În aceste condiții, ducatul i-a fost acordat lui Adalbero de Eppenstein, iar Conrad a primit în schimb comitatele de Nahegau, Speyergau și Wormsgau. 
În 1024, ca și tatăl și bunicul său în 1002, a candidat la tronul Sfântului Imperiu Roman după moartea împăratului Henric al II-lea. Totuși, rege romano-german a fost ales vărul său, Conrad al II-lea, fiul unchiului său pe linie paternă, Henric de Speyer. În 1035 Adalbero s-a răsculat împotriva conducătorilor din Dinastia Saliană drept pentru care i-a fost confiscat Ducatul Carintia, iar Conrad a fost ales pentru a-l înlocui. Însă Conrad nu a mai trăit mulți ani după aceea murind în 1039. El a fost înmormântat, alături părinții săi în catedrala din Worms. La moartea sa, moștenitorul său natural era regele Henric al III-lea, care astfel a preluat și Ducatul de Carintia (sub numele de Henric al IV-lea). 
Nu este consemnată nicio căsătorie a lui Conrad deși un fiu cu numele Cuno apare în 1056 ca vânzând orașul Bruchsal regelui Henric al IV-lea. 